# John Dee
John Dee (ur. 13 lipca 1527 w Londynie, zm. 1608 lub 1609 w Mortlake-Surrey) – angielski okultysta, nadworny astrolog Elżbiety I, alchemik, kabalista, badacz wiedzy tajemnej. Bywa wskazywany jako autor Manuskryptu Wojnicza. Wymyślił nazwę imperium brytyjskie.
Kiedy podróżował po świecie, spotkał Edwarda Kelleya. Przez pewien czas razem przebywali na dworze Stefana Batorego, potem udali się na dwór cesarza Rudolfa II. Kelley pozostał w Pradze, a Dee wyruszył do Anglii, gdzie Elżbieta I nadała mu uczelnię w Manchesterze.

## Życiorys
John Dee urodził się w Londynie. Jego ojciec, Rowland był kupcem. John rozpoczął naukę w katolickiej szkole w Chelmsford (obecnie King Edward VI Grammar School) następnie w latach 1543–1546 studiował w St John’s College na Uniwersytecie Cambridge. Został tam jednym z założycieli Trinity College. Pod koniec lat 40. i na początku 50. XVI wieku podróżował po Europie, gdzie studiował w Leuven (Belgia), Brukseli i Paryżu. Podczas studiów poznał matematyka Gemmę Frisiusa i kartografa Gerharda Kremera. Po powrocie do Londynu, w roku 1552, poznał Girolamo Cardano, włoskiego matematyka i astrologa. Prowadził wspólnie z nim badania dotyczące perpetuum mobile. Prawdopodobnie zmarł w biedzie, po tym, gdy po śmierci Elżbiety I wygnano go z dworu.